# Một mát
Một mát hay Chòi mòi lá kèm (danh pháp: Antidesma fordii) là một loài thực vật có hoa trong họ Diệp hạ châu. Loài này được Hemsl. mô tả khoa học đầu tiên năm 1894.